# Else-Britt Boström
Else-Britt Boström, känd som Bitte, född 9 juni 1950 i Enskede i södra Stockholm, död 20 januari 1987 i Skärholmen i samma stad, var en svensk sångare, som inledde en kort karriär, efter att hon 1965 vunnit en sångtävling på nöjespalatset Nalen.
Else-Britt Boström är gravsatt i minneslunden på Skogskyrkogården i Stockholm.

## Diskografi i urval
Singlar
- "Vår lilla värld" / "Förlåt mig, men jag är visst kär" (1965)
- "Kan du förlåta" / "Ingen kyss är som den första" (1965)
- "Du din tupp" / "Låt mej gå" (1966)
- "Varför" (1967)

EP
- Kan du förlåta (1966)